# Communications in Cryptology
Communications in Cryptology (CiC) ist eine englischsprachige Fachzeitschrift zum Thema Kryptologie.
Das Journal der International Association for Cryptologic Research (IACR) erscheint seit seiner Erstauflage im April 2024 quartalsweise. Es widmet sich allen Facetten der Kryptologie, also der Kryptografie und der Kryptanalyse, und ist frei zugänglich (Open Access), wobei weder für das Lesen noch für die Veröffentlichung von Fachartikeln Gebühren erhoben werden (Diamond Open Access). Ziel ist die schnelle Verbreitung von Forschungsergebnissen zu allen Themen, die für die Kryptologie-Gemeinde von Interesse sein können. Zum Themenspektrum gehören:
- Grundlagentheorie und Mathematik
- Design und Analyse kryptografischer Verfahren
- Robuste Implementierung und Optimierung in Hardware oder Software
- Angewandte Aspekte der Kryptografie
- Übersichtsthemen und Kryptologiegeschichte

CiC ist eines von mehreren Journalen der IACR.